# Paullinia costata
Paullinia costata är en kinesträdsväxtart som beskrevs av Schltdl. & Cham.. Paullinia costata ingår i släktet Paullinia och familjen kinesträdsväxter. Inga underarter finns listade i Catalogue of Life.